# Bryan Hitch
Bryan Hitch (nacido el 22 de abril de 1970) es un dibujante y escritor de cómics británico. Hitch comenzó su carrera en el Reino Unido para Marvel UK, trabajando en títulos como Action Force y Death's Head, antes de ganar prominencia en títulos estadounidenses como Stormwatch y The Authority de Wildstorm, JLA de DC Comics y The Ultimates de Marvel Comics.
Las obras de arte y los diseños de Hitch han aparecido en películas animadas directas a vídeo, televisión y largometrajes importantes, como la película de 2009 Star Trek, por la que ha sido elogiado por el director J. J. Abrams.

## Primeros años de vida
Bryan Hitch nació el 22 de abril de 1970 en lo que describió como "en el extremo norte de Inglaterra". Comenzó a leer cómics a una edad temprana, comparándolos con su "hábito de drogas cuando era menor de edad" y el quiosco de prensa en el norte de Inglaterra donde compraba sus libros a su "distribuidor". El quiosco estaba al lado de un cine, y como explica Hitch, podía pasar directamente de disfrutar de las películas de Superman de Christopher Reeve y otras películas de género a la tienda para comprar cómics de Superman dibujados por artistas como Curt Swan y José Luis García-López. 
Hitch pasó mucho tiempo cuando era niño dibujando, lo que incluía y copiando el arte de los cómics. Aunque había imaginado dibujarlos como una carrera, eventualmente terminaría en el seminario, estudiando para ser sacerdote. Cuando se dio cuenta de que necesitaba dejar esa institución, relató durante una entrevista en la Comic Con de Nueva York de 2008: "Aparte de querer hacer cómics, también tengo una falta fundamental de fe en Dios". 

## Carrera

### Década de 1980-1990
Hitch ingresó a la industria del cómic después de enviar a Marvel UK "Teeth Like Flint", una historia de muestra de Action Force que escribió y dibujó, usando un estilo que estaba de moda en ese momento,  que se parecía al de otro artista de Marvel UK, Alan Davis.  Marvel UK le dio su primer encargo profesional en mayo o junio de 1987, aproximadamente un mes y medio después de cumplir 17 años,  que era por ese mismo título. Burlándose de sus habilidades al principio de su carrera, Hitch comentó en 2008: "No tengo idea de por qué me contrataron. Supongo que estaban borrachos". 
Hitch trabajó con Simon Furman en Transformers y Death's Head. Trabajó algo en Marvel Comics y DC Comics a finales de los 80 y principios de los 90, en particular en The Sensational She-Hulk, y continuó dibujando para Marvel UK. Después de que se cerró ese sello, proporcionó el arte para una edición de Teen Titans y un par de series en Valiant Comics antes de regresar a Marvel, donde trabajaría con el entintador Paul Neary.  A finales de la década de 1990, los lápices de Hitch estaban entintados principalmente por Neary. 
Hitch había decidido dejar los cómics para dedicarse al cine y al trabajo comercial, y cuando aceptó el encargo de dibujar Stormwatch (Vol 2) para Wildstorm, inicialmente lo hizo específicamente para financiar su transición a una industria diferente. Sin embargo, esto cambió cuando conoció al escritor Warren Ellis, cuyas habilidades de colaboración estimularon tanto el entusiasmo de Hitch por el libro que el artista describiría más tarde su cambio de actitud como "como un rayo". Hitch dibujaría los números 3 a 8 y los dos últimos números, 10 y 11. Su trabajo en Stormwatch le valió una mayor visibilidad y ofertas de otras empresas. Permaneció con Ellis para dibujar el libro derivado de Stormwatch, The Authority, en el que el alto nivel de detalle característico de Hitch y el uso de diseños de página de "pantalla ancha" ayudaron a que el libro fuera extremadamente popular y demostró ser muy influyente en los estilos artísticos de la industria. 
Esto lo llevó a un año en JLA con Mark Waid que incluyó el formato one-shot del tabloide JLA: Heaven's Ladder.  La carrera se vio empañada por los artistas suplentes y, en opinión de Hitch, por el hecho de que él y el escritor Mark Waid no disfrutaban de la misma compatibilidad que él y Ellis. 

### 2000
En medio de su decepción con su trabajo en la Liga de la Justicia, CrossGen Comics le ofreció trabajo a Hitch, pero una llamada telefónica del editor en jefe de Marvel Comics, Joe Quesada, allanó el camino para su siguiente asignación de alto perfil,  regresar a Marvel con Neary, y uniéndose a Mark Millar en The Ultimates, una maxiserie de 13 números que debutó a principios de 2002. Se caracterizó por imágenes naturalistas y un tono cinematográfico que influyó enormemente en el Universo Cinematográfico de Marvel,  y obtuvo elogios de la crítica.  En septiembre de 2003, Marvel había renovado el contrato de exclusividad de Hitch hasta 2006.  Millar y Hitch continuaron su colaboración en la serie secuela, The Ultimates 2,  que se estrenó en diciembre de 2004,  y en una serie de 15 números de Los Cuatro Fantásticos que comenzó en 2009.   

En ese momento, Hitch había desarrollado una reputación de trabajo lento y tardío, que comenzó con su trabajo en Ultimates,  y continuó con su trabajo en la Liga de la Justicia. Aunque Millar y Quesada dijeron que la tardanza del libro se debía al alto nivel de detalle en el arte de Hitch, Hitch, quien reconoció en una entrevista de 2008 que estaba trabajando para reparar su reputación en este sentido, explicó que las largas demoras entre números de The Ultimates, se debió al nacimiento de su hijo, dos mudanzas de casa y una mudanza de oficina,  aunque Hitch también admitió que el recuento de páginas de su arte excedía lo indicado en los guiones de Millar, diciendo: "Mark escribiría una cómic de veintidós páginas y yo lo llevaría a treinta y ocho páginas". Hitch se sintió tan agotado después del "duro trabajo" de The Ultimates que a Millar le costó un esfuerzo considerable convencerlo de que regresara para la secuela.  En el caso de Heaven's Ladder, sin embargo, DC Comics, que apoyó menos su tardanza que Marvel, programó el libro según el día en que firmó el contrato y comenzó a publicitarlo cuando aún le quedaban cuatro o cinco números más. La Autoridad para hacer. Relacionado con el problema: 
"Señalé esto y me dijeron: 'Oh, no te preocupes, lo corregiremos internamente y ajustaremos las fechas de entrega posteriores y las fechas de envío', ¡pero no hicieron eso! Así que, de repente, este libro Tenía cinco meses de retraso cuando lo comencé y ya habían comenzado a promocionar el libro y a solicitarlo. Y esto fue solo la mitad de la mala experiencia. Fueron 72 páginas de arte, lo que representó un 50% más de trabajo de lo normal desde que dibujaste el libro. páginas más grandes, algo por lo que inevitablemente DC no nos pagó: nos pagaron tarifas normales. Paul y yo perdimos dinero al hacerlo, prácticamente nos arruinamos, porque estábamos tratando de hacer este buen trabajo y usar mejor el espacio en las páginas; Se podrían hacer más grandes. De lo contrario, podríamos haber hecho un cómic normal: ¿qué sentido tenía el formato extra?". 
Hitch encontró que su trabajo dibujando la carrera de Millar en Los Cuatro Fantásticos era una mejor experiencia. Se propuso dibujar en un tablero de ilustración de aproximadamente el doble del tamaño del estándar de Marvel, lo que le permitió completar la obra de arte más rápido.  Hitch proporcionó la portada para la edición de noviembre de 2006 de la revista de cine británica Empire, para un artículo de portada sobre películas de cómics.  Fue artista de diseño de personajes para las películas animadas Ultimate Avengers y Ultimate Avengers 2. Fue artista de diseño de personajes para el videojuego Incredible Hulk: Ultimate Destruction. Se incorporó al proyecto debido a su interpretación de Hulk en The Ultimates . Fue contratado por la BBC como artista conceptual para el relanzamiento de 2005 de la serie de televisión Doctor Who, contribuyendo al diseño del decorado interior de la TARDIS .  Hitch contribuyó con los diseños de la nave espacial pilotada por Spock en la película Star Trek de 2009, por la que el director JJ Abrams lo ha elogiado. 
La portada de Hitch de Fantastic Four # 554 (abril de 2008) aparece en la secuencia del título de apertura de la serie de televisión de History Channel de 2010, Stan Lee's Superhumans. Ese mismo año, Impact Books publicó Bryan Hitch's Ultimate Comics Studio, un examen del enfoque y las técnicas de Hitch hacia su oficio, así como consejos prácticos proporcionados por Hitch sobre varios aspectos del proceso de narración visual y cómo desarrollar una carrera en el campo del cómic. Studio, que presenta un prólogo de Joss Whedon, contiene obras de arte pasadas de Hitch, así como obras de arte originales producidas específicamente para el libro. 

### Década de 2010 - presente
A finales de 2011, expiró el contrato de exclusividad de Hitch con Marvel.En 2012, Hitch fue uno de varios artistas que ilustraron una portada variante de The Walking Dead #100 de Robert Kirkman, que se estrenó el 11 de julio en la Comic-Con de San Diego.   Al año siguiente, Hitch ilustró la serie de Image Comics America's Got Powers, con el escritor Jonathan Ross.
Ilustró seis números de la miniserie de diez números Age of Ultron, que debutó en 2013.Al año siguiente, Hitch y el escritor Brad Meltzer colaboraron en un recuento de la primera aparición de Batman para Detective Comics vol. 2 #27.
En marzo de 2014 se produjo el debut de la serie Real Heroes, propiedad del creador de Hitch, que él escribió e ilustró. Hitch describió el concepto como "el elenco de Avengers hace Galaxy Quest ". 
En 2015, Hitch regresó a DC para escribir y dibujar La Liga de la Justicia de América,  aunque DC canceló los últimos cinco números que había solicitado, poniendo fin a la carrera de Hitch con el número 38.Él y el artista Tony Daniel colaboraron en una nueva serie de la Liga de la Justicia en 2016 como parte del relanzamiento de DC Rebirth.Hitch terminó su trabajo en la serie con el número 31 en octubre de 2017.  En 2018, él y el escritor Robert Venditti trabajaron juntos en una serie en curso de Hawkman. 
A partir de 2019, se asoció con Warren Ellis para una serie limitada de DC de doce números, The Batman's Grave. Hitch comentó: "He querido hacer un libro de Batman propiamente dicho desde mi infancia, por lo que todos los tropos desde el Batimóvil, la Baticueva y la Mansión Wayne se han estado desarrollando en mi mente durante décadas. Dibujé a Batman en la Liga de la Justicia, lo cual fue bonito, pero me resultó complicado". Jugar plenamente con su mundo ha sido tan 'Batmanny' como podría haber esperado".
En 2021, Hitch se convirtió en el dibujante mensual de Marvel's Venom (Vol. 5), uniéndolo con los escritores Al Ewing y Ram V.En diciembre de 2022 se informó que Hitch sería reemplazado como artista de interiores por CAFU en el número 17., aunque continuaría dibujando las portadas de la serie hasta el número 25.
En abril de 2023, se anunció que Hitch se asociaría con Mark Waid para una miniserie de tres números para DC Black Label llamada Superman: The Last Days of Lex Luthor. El primer número se publicó en julio de 2023. 
El 12 de octubre de 2023, Hitch y un grupo de colegas anunciaron en la Comic Con de Nueva York que estaban formando una empresa de medios cooperativa llamada Ghost Machine, que publicaría cómics propiedad de los creadores y permitiría a los creadores participantes beneficiarse del desarrollo de sus propiedades intelectuales. La compañía pública sus libros a través de Image Comics, y sus otros creadores fundadores incluyen a Geoff Johns, Brad Meltzer, Jason Fabok, Gary Frank, Francis Manapul y Peter J. Tomasi, todos los cuales producirían cómics exclusivamente a través de esa compañía.  De acuerdo con esta exclusividad, Hitch afirmó que ya no trabajaría en ningún proyecto del que no fuera propietario o copropietario, y que Superman: The Last Days of Lex Luthor sería su último proyecto de trabajo por contrato, afirmando: "Dado que Superman fue el personaje que despertó por primera vez mi pasión por los cómics y las películas (y la música orquestal), no puedo pensar en nada más apropiado para que una historia verdaderamente brillante de Superman sea mi último proyecto de la FMH". El arte inaugural de Hitch para Ghost Machine fue en Redcoat, una serie escrita por Johns que se centra en un soldado llamado Simon Pure quien, durante la Revolución Americana,se ve obligado a luchar por Gran Bretaña y que sin darse cuenta gana el poder de la inmortalidad después de tropezar con la organización mística secreta de los Padres Fundadores. Descrito por Hitch como "una especie de herramienta", Simón se cansa con el paso de las décadas y se convierte en un mercenario irreverente que se gana la vida huyendo de una letanía de enemigos mortales, examantes y cobradores de facturas. 

## Influencia
El director de cine Josh Trank se ha descrito a sí mismo como un "gran admirador" de la obra de arte de Hitch y se inspiró en la representación de Hitch de Reed Richards trabajando en su garaje en The Ultimates para centrarse en Richards cuando era joven en la película Los Cuatro Fantásticos de 2015. 

## Técnica y materiales
Hitch no se considera un dibujante o dibujante de cómics, sino un narrador, y explica que para él la ilustración es simplemente un medio para contar una historia. 
Hitch es particular sobre el espacio de trabajo de su estudio, que no contiene televisor ni sofá, y afirma que tales cosas pertenecen al salón para relajarse. Además de un gran tablero de dibujo y espacio adicional en el escritorio para su equipo informático y su caja de luz, tiene abundantes estanterías para libros. A pesar de utilizar una mesa de dibujo profesional, subraya que cualquier tabla económica y lo suficientemente grande como para contener el papel es suficiente, ya que él mismo utiliza principalmente un trozo de tablero de partículas toscamente cortado que se apoya en el borde de su escritorio. Utiliza una computadora de escritorio Apple iMac, un escáner de superficie plana y Photoshop para modificar su obra de arte digitalmente.
Hitch comienza con múltiples bocetos empleando diferentes ángulos de cámara sobre papel con un lápiz azul, que tiende a ser menos visible en fotocopias o escaneos, para luego seleccionar los elementos deseados del boceto con un lápiz de grafito. Después de elegir las formas iniciales, enfatizará aún más sus selecciones con un marcador rojo y otros bolígrafos de colores, y seguirá intentando diferentes variaciones. Luego, dependiendo de qué tan tarde sea el día, volverá a dibujar la ilustración en una hoja de papel de diseño o usará su caja de luz para ajustar y limpiar el dibujo, enfatizando que la caja de luz no debe ser un mero ejercicio de calco, sino una oportunidad para refinar o cambiar elementos en el dibujo para hacerlo lo suficientemente "limpio" como para entintarlo. Cuando Hitch transfiere el dibujo al tablero de arte final, hace los diseños iniciales con un lápiz 2H, que proporciona la precisión y el detalle necesarios, y utiliza un lápiz azul borrable para marcar los marcos de los paneles y los puntos de fuga, que introduce después de la etapa preliminar. Prefiere no dedicar demasiado tiempo ni pulir esta etapa, prefiriendo trabajar de forma rápida, ligera e instintiva. En esta etapa utiliza un portaminas con mina 2H de 0,9 mm para contornos finos y trabajos de detalle, y un lápiz tradicional para trabajos más orgánicos, que incluyen líneas más suaves, sombrear áreas grandes y crear movimientos más fluidos. La "mejor herramienta de todas", según él, es un lápiz tradicional cortado con un cuchillo artesanal, que, según él, puede producir una variedad de marcas y usarse para detalles, sombreado y bocetos generales. Hitch cree que los mejores resultados combinan el lápiz tradicional, mecánico y afilado con cuchillo. 
Respecto al entintado, Hitch dice: "Entintar no se trata de calcar o de tomar el dibujo a lápiz de otra persona y hacerlo propio. Se trata de ser consciente y respetuoso de las intenciones del artista original. También se trata de hacer tus propios juicios artísticos basados en tu interpretación de la pieza. La habilidad consiste entonces en perfeccionar la técnica para poder ofrecer una pieza fuerte y entintada que sea exactamente como el artista quería que fuera". Para difuminar, Hitch utiliza un pincel de marta de tamaño 0, que, según él, proporciona una gama más amplia de marcas sensibles que los pinceles sintéticos, a pesar de ser más suaves y difíciles de usar. Para un sombreado más libre, Hitch utiliza una pluma de inmersión Gillott 1960, aunque prefiere utilizar áreas más sólidas de negro para grandes cantidades de renderizado. 

## Vida personal
En septiembre de 2003, Hitch, su prometida Joanne y sus cinco hijos vivían en Inglaterra. En ese momento afirmó en una entrevista que él y Joanne planeaban casarse cuando fuera el momento adecuado.  En 2014, la reseña biográfica en su página de Twitter indicaba que estaba casado. 

### Trabajos de interior

#### DC comics
- Adventures of Superman Annual #3 (1991)
- The Batman's Grave #1-current (2019–present)
- Detective Comics vol. 2 #27 (2014)
- Exciting X-Patrol (Amalgam Comics) (1997)
- Green Lantern vol. 3 #1,000,000 (1998)
- Hawkman vol. 5 #1–12 (2018–2019)
- Hawkman: Found #1 (2018)
- JLA #47–50, 52–55, 57–58 (2000–2001)
- JLA: Heaven's Ladder (2000)
- Justice League vol. 3 #1–11, 14–21, 25–31 (writer; also artist on #14, 20–21; 2016–2017)
- Justice League: Rebirth #1 (writer/artist; 2016)
- Justice League of America, vol. 4, #1–4, 6–9 (writer/artist), #10 (writer only; 2015–2016)
- Martian Manhunter vol. 2 #11 (1999)
- Showcase '93 #4–5 (Geo-Force) (1993)
- Star Trek: The Next Generation: The Killing Shadows #1 (inker) (2000)
- Team Titans #21 (1994)
- Transmetropolitan #31 (2000)
- Young Monsters in Love #1 (Solomon Grundy) (2018)

#### Image Comics
- America's Got Powers #1–6 (2012–2013)
- Real Heroes #1 (2014)

#### WildStorm
- The Authority #1–12 (1999–2000)
- Gen-Active #1 (2000)
- Stormwatch (Vol 2) #3–8, 10–11 (1997)
- Wildcats #5 (1999)

#### Impact Books
- Bryan Hitch's Ultimate Comics Studio (2010)

#### Comics Marvel
- Age of Ultron #1–5, 10 (2013)
- Alpha Flight vol. 2 #6 (1998)
- Avengers vol. 4 #12.1 (2011)
- Captain America: Reborn #1–6 (2009–2010)
- Captain Planet and the Planeteers #11–12 (1992)
- ClanDestine #11 (1995)
- Colossus #1 (1997)
- Excalibur #104–105 (1997)
- Fantastic Four #554–568 (2008–2009)
- Free Comic Book Day 2021: Spider-Man/Venom #1 (Venom's story) (2021)
- Gambit Giant-Size #1 (1998)
- Generation X #28 (1997)
- Marvel Comics Presents #76 (1991)
- New Avengers #50 (among other artists) (2009)
- New Avengers Finale (among other artists) (2010)
- Sensational She-Hulk #9–11, 13–20, 24–26 (1989–1991)
- Thing/She-Hulk: The Long Night one-shot (with Ivan Reis) (2002)
- Ultimate Fallout #2 (Thor) (2011)
- Ultimate Invasion #1–4 (2023)
- The Ultimates #1–13 (2002–2004)
- The Ultimates 2 #1–13 (2004–2007)
- Uncanny X-Men #323, 331 (1995–1996)
- Uncanny X-Men '95 #1 (1995)
- Venom (Vol. 5) #1-16 (2021-2023)
- What If? #59 (Wolverine) (1994)
- X-Factor #105, 118 (1994–1996)
- X-Men Prime #1 (among other artists) (1995)
- X-Men vs. Brood: Day of Wrath #1–2 (1997)

##### Marvel UK
- Hell's Angel, miniseries, #1, 3–5 (con Geoff Senior, 1992)
- Death's Head #1–5, 7, 10 (1988–1989)
- Death's Head II #1 (con Liam Sharp, 1992)
- Doctor Who Magazine #139 (1988)
- Dragon's Claws #3 (1988)
- G.I. Joe: European Missions #2, 6 (1988)
- The Incomplete Death's Head #8–9, 11–12 (1993)
- Mys-Tech Wars #1–4 (1993)
- Transformers #151, 172–173 (con Simon Furman, 1988)

#### Valiant Comics
- Ninjak: Yearbook #1 (1994)
- The Visitor vs. the Valiant Universe, miniseries, #1–2 (1995)

### Trabajo de portada
- Action Force #47 (Marvel UK, 1988)
- The Transformers #154–155, 160–161, 279 (Marvel UK, 1988–1990)
- The Transformers Special #9–10 (Marvel UK, 1988)
- Death's Head #4–5, 8–9 (Marvel UK, 1989)
- Marvel Comics Presents #44 (Marvel, 1990)
- Nick Fury, Agent of S.H.I.E.L.D. #18–19 (Marvel, 1990–1991)
- Hell's Angel #1, 3 (Marvel UK, 1992)
- Dark Angel #6–7 (Marvel UK, 1992–1993)
- Knights of Pendragon #3, 5, 7–8 (Marvel UK, 1992–1993)
- Codename: Genetix #1–2 (Marvel UK, 1993)
- Die Cut #3 (Marvel UK, 1994)
- Mantra #12–14, 23 (Malibu, 1994–1995)
- Prime #23 (Malibu, 1995)
- X-O Manowar #43 (Malibu, 1995)
- X-Men Adventures vol. 3 #7 (Marvel, 1995)
- The Phoenix Resurrection: Genesis #1 (Malibu, 1995)
- The Phoenix Resurrection #0 (Malibu, 1996)
- DCU Heroes Secret Files #1 (DC Comics, 1999)
- DCU Villains Secret Files #1 (DC Comics, 1999)
- JLA 80-Page Giant #2 (DC Comics, 1999)
- JLA Showcase 80-Page Giant #1 (DC Comics, 2000)
- Superman: The Man of Steel #97 (DC Comics, 2000)
- The Titans #14 (DC Comics, 2000)
- Superman: Metropolis Secret Files #1 (DC Comics, 2000)
- Jenny Sparks: The Secret History of the Authority #1 (Wildstorm, 2000)
- Star Trek: The Next Generation – The Killing Shadows #1 (Wildstorm, 2000)
- JLA #51, 56–58 (DC Comics, 2001)
- Ultimate Fantastic Four #1, 3–5 (Marvel, 2004)
- Ultimate Iron Man #1 (Marvel, 2005)
- X-Men: Age of Apocalypse #1 (Marvel, 2005)
- New Avengers #6 (Marvel, 2005)
- Serenity #1 (Dark Horse, 2005)
- The Ultimates 2 Annual #1 (Marvel, 2005)
- The Amazing Spider-Man  #529, 546 (Marvel, 2006–2008)
- The Incredible Hulk #92 (Marvel, 2006)
- Fantastic Four #536, 569, 645 (Marvel, 2006—2010)
- Iron Man #7 (Marvel, 2006)
- Wolverine: Origins #2 (Marvel, 2006)
- Annihilation #1 (Marvel, 2006)
- Giant-Size Avengers #1 (Marvel, 2008)
- X-Force #1 (Marvel, 2008)
- Captain Britain and MI13 #1–8 (Marvel, 2008—2009)
- X-Force Special: Ain't No Dog #1 (Marvel, 2008)
- Secret Invasion: Dark Reign #1 (Marvel, 2009)
- Fantastic Force #1–4 (Marvel, 2009)
- Enter the Heroic Age #1 (Marvel, 2010)
- Vengeance of the Moon Knight #8 (Marvel, 2010)
- Captain America: Man Out of Time #1–5 (Marvel, 2011)
- Ultimate Comics: Avengers vs. New Ultimates #1, 6 (Marvel, 2011)
- Ultimate Comics: Doom #1–4 (Marvel, 2011)
- Wolverine: The Best There Is #1–12 (Marvel, 2011—2012)
- Tomb of Dracula Presents: Throne of Blood #1 (Marvel, 2011)
- Moon Knight #1 (Marvel, 2011)
- Ultimate Comics: Fallout #6 (Marvel, 2011)
- Punisher #1–6, 9, 11 (Marvel, 2011–2012)
- Daredevil #4 (Marvel, 2011)
- Kick-Ass 2 #5 (Icon, 2012)
- Avengers: X-Sanction #1 (Marvel, 2012)
- Age of Apocalypse #1 (Marvel, 2012)
- Supercrooks #2 (Icon, 2012)
- The Secret Service #1 (Icon, 2012)
- The Walking Dead #100 (Image, 2012)
- Secret Origins vol. 3 #7–11 (DC Comics, 2014—2015)
- Wonder Woman vol. 5 #31–37 (cover art) (DC Comics, 2017)

## Otras lecturas
- Manning, Matthew K. (2008). «2000s».  En Gilbert, Laura, ed. Marvel Chronicle A Year by Year History. London, United Kingdom: Dorling Kindersley. pp. 311, 325. ISBN 978-0756641238.